# 狄鐸-奧斯定·福爾卡德
狄鐸-奧斯定·福爾卡德（法語：Théodore-Augustin Forcade；1816年3月2日—1885年9月12日）為法國傳教士，中文名科主教。
他於1816年3月2日在法國凡爾賽出生，1839年3月16日晉鐸。1844年，他受巴黎外方傳教會派遣，前往琉球國那霸港。他在琉球國自由傳教，並得到了尚育王許可。在琉期間，學會了琉球語，並編纂《琉法詞典》。他於1846年乘坐軍艦離開琉球，前往日本長崎傳教，因日本的鎖國政策，未能成功。他於1846年獲任命為日本宗座代牧區宗座代牧。
他於1847年至香港，同年2月21日晉牧，同年10月5日被任命為天主教香港宗座監牧區宗座代監牧，1850年8月24日辭職。他於1852年卸任日本宗座代牧區宗座代牧，1年後獲任命為瓜德羅普教區主教至1861年為止，1861年至1873年間出任訥韋爾教區主教。他於1873年獲任命為普羅旺斯地區艾克斯總教區總主教，1885年9月12日因霍亂而在普羅旺斯地區艾克斯病逝，時年69歲。